# Mammut (Neurenberg)
Mammut is een historisch merk van motorfietsen.
De bedrijfsnaam was: Maschinenfabrik Berner & Co., Nürnberg, later Mammut Vertriebsgesell-schaft mbH, Bielefeld.
Mammut was een Duits merk dat aanvankelijk (vanaf 1923) tweetakten bouwde met 198cc-Baumi-motoren. Later maakte men ook eigen 197- en 246cc-tweetakten.
Vanaf 1928 werden er 198cc-Villiers- en 247- tot 497cc-Blackburne-motoren gebruikt. In 1929 volgden Mammut-modellen met plaatframe, die onder Coventry-Eagle-licentie gebouwd werden. Ook waren er 598cc-MAG V-twins en lichtere eencilinders waarbij de Blackburne-motor door een JAP was vervangen.
In 1932 werd de productie beëindigd, maar in 1952 ging men in een nieuwe fabriek in Bielefeld weer bromfietsen en lichte motorfietsen van 98- tot 198 cc bouwen. De motorblokken kwamen van ILO en Sachs. In 1960 eindigde de productie definitief.